# Trinella nigromaculata
Trinella nigromaculata was een hooiwagen uit de familie Agoristenidae. De originele naamcombinatie (protoniem) was Vima nigromaculata González-Sponga, 1987. Een volgende naamrecombinatie werd gepubliceerd als Trinella nigromaculata (González-Sponga, 1987) of als Avima nigromaculata (González-Sponga, 1987).
Na 2023 de geldige combinatie is Avima quadrata (González-Sponga, 1987), als junior synoniem gesteld door Villarreal et al. (2021).